# Gavarnes
Gavarnes és un indret del terme municipal de Conca de Dalt, a l'antic terme de Toralla i Serradell, al Pallars Jussà, en territori que havia estat del poble de Torallola.
Està situat al nord-oest de Torallola, al sud-oest de la Serra de Ramonic, entre el barranc de Vilanova, a l'oest, i la capçalera del barranc de Puimanyons, al sud-est. La partida de Gavarnes forma un petit serrat, conegut com a Serrat de Gavarnes.